# Нью-орлеанский огонёк
«Нью-орлеанский огонёк», также «Нью-орлеанская возлюбленная» (англ. The Flame of New Orleans, 1941) — американский художественный фильм Рене Клера.

## Сюжет
Действие происходит в 1841 году в Новом Орлеане. Певица и авантюристка Клэр Леду (Лили) выходит замуж за банкира Чарльза Жиро. В то же время она встречается с бедным, но красивым морским капитаном Робертом Латуром.

## В ролях
- Марлен Дитрих / графиня Клэр Ледоукс
- Брюс Кэбот / Роберт Латур, капитан дальнего плавания
- Роланд Янг / Шарль Жиро
- Миша Ауэр / Золотов
- Энди Девине / Андрей, первый матрос
- Фрэнк Дженкс / второй матрос
- Эдди Куиллан / третий матрос
- Лора Хоуп Крюс / Тётушка
- Франклин Пангборн / Белловс
- Тереза Харрис / Клементина
- Кларенс Мус / Самуэль
- Мелвилл Купер
- Энн Ревир
- Боб Эванс / Уильям
- Эмили Фицрой
- Вирджиния Сейл / двоюродная сестра
- Дороти Адамс
- Гитта Алпар
- Энтони Марлове